# Kyle Swan
Kyle Swan, född 28 mars 1999, är en friidrottare från Australien. Han deltog vid olympiska sommarspelen 2020.